# Porte-de-Savoie
Porte-de-Savoie é uma comuna francesa na região administrativa de Auvérnia-Ródano-Alpes, no departamento da Saboia. Estende-se por uma área de 22.28 km². Em 2010 a comuna tinha 3 803 habitantes (densidade: 170,7 hab./km²).
Foi criada em 1 de janeiro de 2019, após a fusão das antigas comunas de Les Marches (sede da comuna) e Francin.